# Ivan Borkovský
Ivan Borkovský (8 de setembro de 1897 - 17 de março de 1976) foi um arqueólogo checoslovaco nascido na Ucrânia. Ele passou o início da sua carreira como soldado a lutar pelo Exército Austro-Húngaro contra os russos na Primeira Guerra Mundial. Mais tarde, ele serviu na Guerra da Independência da Ucrânia e lutou pelos Exércitos Branco e Vermelho na Guerra Civil Russa. Borkovský fugiu para a Checoslováquia em 1920 e, após um período em campos de internamento, estabeleceu-se lá. Graduou-se em arqueologia pela Universidade Carolina de Praga e liderou escavações no Castelo de Praga, bem como no Palácio Czernin.
A descoberta do esqueleto do Castelo de Praga por Borkovský levou a um conflito com as forças de ocupação alemãs durante a Segunda Guerra Mundial, que estavam ansiosas para encontrar evidências do envolvimento alemão inicial na região. Sob a ameaça de ser enviado para um campo de concentração, Borkovský foi forçado a emitir um documento identificando o esqueleto como de origem germânica e a retirar um livro divulgando a cerâmica eslava primitiva da área. Após a guerra, ele ficou sob suspeita das forças soviéticas pela sua interpretação pró-alemã e, depois de ser poupado de ser enviado para um gulag, publicou um documento retratando a sua interpretação anterior e descrevendo o esqueleto como um eslavo. Após a guerra, ele realizou outras escavações em Praga, inclusive no Levý Hradec, e serviu como presidente da Sociedade Arqueológica da Academia de Ciências da Checoslováquia.

## Juventude
Ivan Borkovský nasceu a 8 de setembro de 1897 em Chortovec perto de Horodenka, que era então parte do Reino Austro-Húngaro da Galiza e Lodomeria, mas fica na moderna Ucrânia Ocidental. Ele nasceu numa família nobre ucraniana pobre e foi baptizado Ivan Borkovskyj-Dunin. Borkovský frequentou a escola primária em Stanislavov entre 1909 e 1913 e depois estudou para se tornar professor.
Borkovský juntou-se ao Exército Austro-Húngaro em 1915 e lutou contra a Rússia durante a Primeira Guerra Mundial. Entre 1918 e 1920 lutou na Guerra da Independência da Ucrânia e também envolveu-se na Guerra Civil Russa, primeiro como parte do Exército Branco e depois pelo Exército Vermelho. Borkovský foi um dos muitos ucranianos que fugiram da guerra para a Checoslováquia em 1920. Ele passou o ano seguinte internado em vários campos em Holešov, Liberec e Josefov, antes de ser libertado. Borkovský descobriu que a sua educação anterior não foi reconhecida pelas autoridades da Checoslováquia, então ele teve que frequentar a escola primária novamente em Josefov, na qual formou-se em 1925.
A partir de 1922 Borkovský participou em palestras sobre a era pré-histórica na Universidade Carolina em Praga e de 1923 a 1926 foi assistente científico voluntário no Instituto Arqueológico do Estado. Mais tarde, ingressou num curso de graduação na universidade e formou-se em 1929. No início da sua carreira, especializou-se na Idade da Pedra Posterior.

## Esqueleto do Castelo de Praga

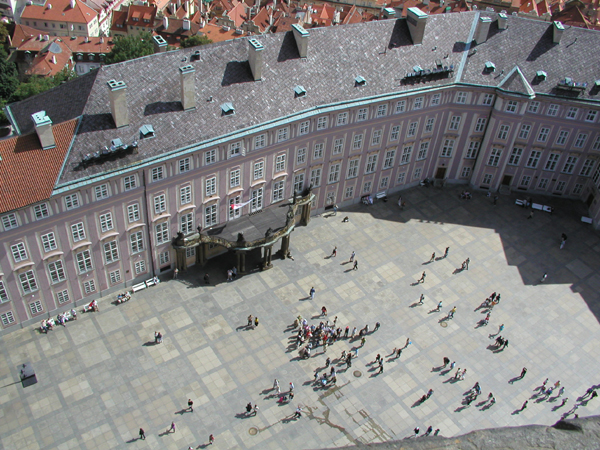
3.º Pátio do Castelo de Praga, onde o esqueleto foi encontrado

Em 1926 Borkovský foi nomeado assistente de Karel Guth, chefe do Departamento de Arqueologia Histórica do Museu Nacional e encarregado dos trabalhos de escavação do museu no Castelo de Praga (como parte da Comissão de Pesquisa do Castelo de Praga). Em 1928 Borkovský escavou o esqueleto do Castelo de Praga, um enterro do século IX. A descoberta não foi publicada na época, pois Guth controlava esse aspecto e muitas vezes atrasava-se com a publicação dos seus artigos; o esqueleto, no entanto, desempenharia um papel fundamental na carreira posterior de Borkovský.

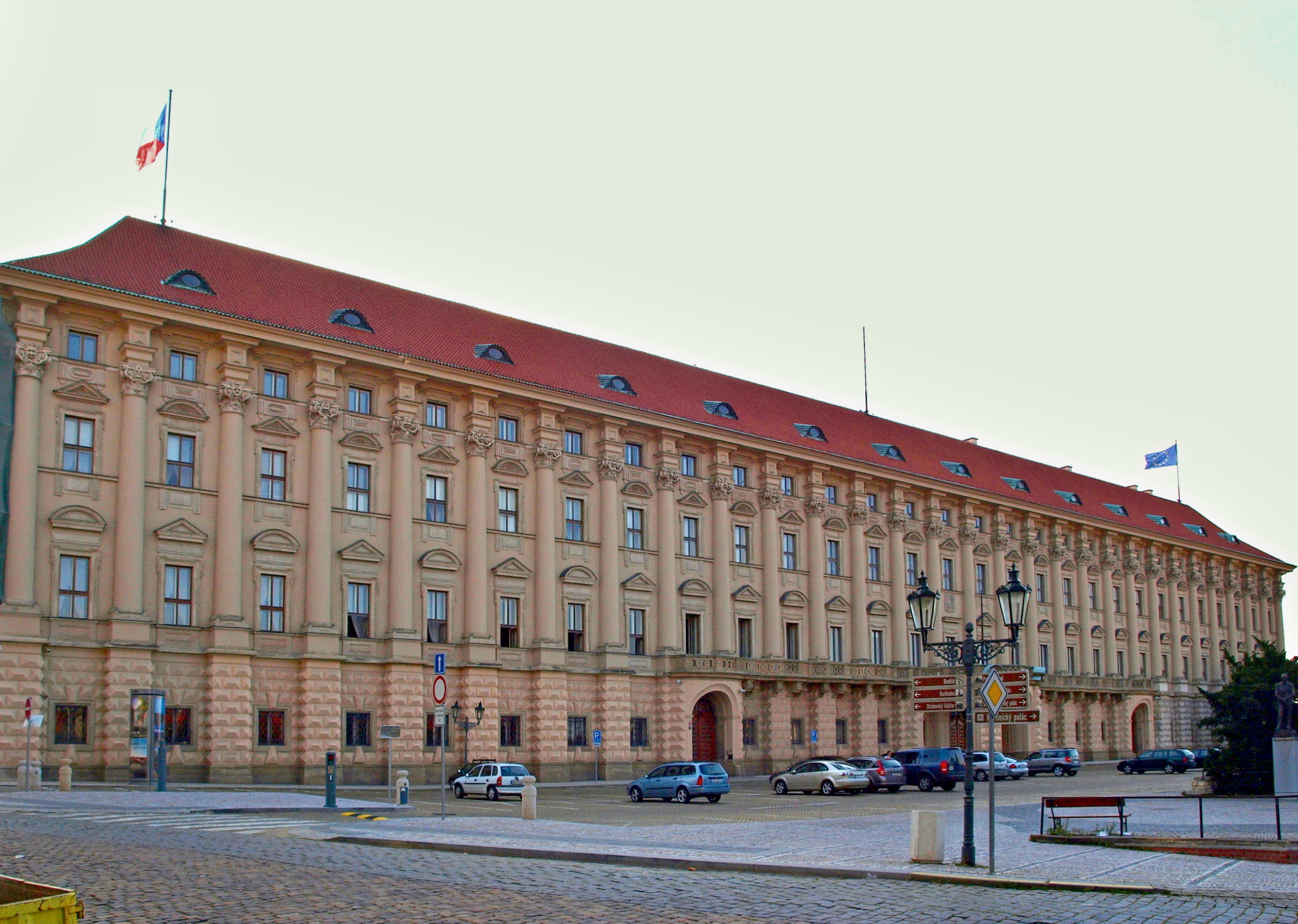
O Palácio Czernin e a Praça Loreto

Borkovský realizou escavações num antigo cemitério eslavo na Praça Loreto, em frente ao Palácio Czernin de Praga, em 1934-35. Ele também liderou a escavação de um cemitério medieval na rua Bartolomejska em 1936, antes da construção de uma nova sede da polícia. Entre 1932 e 1936 também geriu a catalogação da colecção de arqueologia do Museu Josef Antonín Jíra. Foi aqui que ele descobriu os primeiros artefactos cerâmicos eslavos que provavam a presença dessas pessoas na Boémia no início do século VI d.C. Borkovský publicou as suas descobertas no livro Antigas Cerâmicas Eslavas na Europa Central, que ele produziu às suas próprias custas em 1940. Borkovský foi transferido para o Instituto Arqueológico do Estado Checo no mesmo ano.
Durante este tempo, Borkovský desempenhou um papel activo na comunidade de exilados ucranianos em Praga. A partir de 1933, ele leccionou na Universidade Livre da Ucrânia como professor associado. Mais tarde, tornou-se professor titular e serviu como reitor de 1939 a 1942.
A Alemanha nazi ocupou a Checoslováquia no período que antecedeu a Segunda Guerra Mundial e fez questão de promover uma narrativa de um envolvimento germânico e nórdico inicial na região para legitimar a sua ocupação. As descobertas de Borkovský sobre os primeiros assentamentos eslavos foram inúteis para a causa alemã e ele foi forçado a retirar o seu livro de 1940 sob ameaça de ser enviado para um campo de concentração. Sob pressão alemã, publicou um artigo identificando o enterro como de origem nórdica. As forças soviéticas ocuparam a Checoslováquia em 1945 e Borkovský ficou sob suspeita pelo seu artigo pró-alemão. Ele foi preso pela NKVD, a polícia secreta soviética, em Maio, apesar de protestar por ter sido forçado a escrever o artigo. Borkovský foi carregado num transporte destinado a um gulag siberiano, mas foi salvo no último momento pela intervenção de Jaroslav Böhm, director do Instituto Arqueológico do Estado. Em 1946 Borkovský publicou um artigo revisado que identificava o enterro como um nobre eslavo da dinastia Przemyslid.

## Carreira posterior
Borkovský mais tarde tornou-se director do novo Departamento de Arqueologia Histórica do Instituto de Arqueologia; que se juntou à Academia Checa de Ciências em 1952. Ele contribuiu muito para a compreensão da aparência do Castelo de Praga ao longo da história, particularmente durante o início da Idade Média. Em 1950/51 descobriu as fundações da Igreja da Virgem Maria nos terrenos do castelo que, datando da segunda metade do século IX, era a igreja mais antiga do castelo. Borkovský também realizou pesquisas sobre o Convento de Santa Inês, o Convento de Santa Ana e a Capela de Belém demolida na Cidade Velha, que foram importantes para a compreensão do desenvolvimento medieval de Praga. Ele liderou a investigação do Levý Hradec até 1954 e também esteve envolvido na pesquisa do mosteiro de St. Jiří.
A partir de 1954 Borkovský foi contratado pelo Instituto de Arqueologia para continuar as investigações no Castelo de Praga. No mesmo ano, recebeu o Prémio de Ciências da Cidade de Praga e foi premiado com o grau de Doutor em Ciências. Ele permaneceu no Instituto para o resto de sua vida. Borkovský serviu ainda como presidente da Sociedade Arqueológica da Academia de Ciências da Checoslováquia de 1968 a 1975 e foi descrito como o fundador da moderna arqueologia medieval checa. Ele morreu em Praga a 17 de Março de 1976.